# نادي الدرعية
نادي الدرعية السعودي لكرة القدم هو نادي كرة قدم سعودي محترف مقره الدرعية، وسط السعودية . تأسس عام 1976، ينافس النادي في دوري الدرجة الأولى السعودي. يلعب الدرعية مبارياته على أرضه على ملعب نادي الرياض في الرياض. فاز الدرعية بدوري الدرجة الثانية السعودية مرة واحدة في عام 2013 وحصل على المركز الثاني مرة واحدة في عام 2020.
حسم نادي الدرعية صعوده لمنافسات دوري الدرجة الأولى السعودي لموسم 25/26.

## تشكيلة الفريق الحالية
ملاحظة: تشير الأعلام إلى المنتخب بحسب قواعد الأهلية المعتمدة من قبل الفيفا؛ تنطبق بعض الاستثناءات المحدودة. وقد يحمل اللاعبون أكثر من جنسية لا تعترف بها الفيفا.
| الرقم | البلد        | المركز | اللاعب                            |
| ----- | ------------ | ------ | --------------------------------- |
| 3     | السعودية     | مدافع  | عبد العزيز مجرشي                  |
| 6     | السعودية     | وسط    | عصام القرني                       |
| 7     | مالي         | مهاجم  | موسى ماريغا                       |
| 8     | البرازيل     | وسط    | آرثر ريزيند                       |
| 9     | إسبانيا      | مهاجم  | آجي دامبيلي                       |
| 10    | السعودية     | وسط    | عبد الله الدوسري                  |
| 11    | الرأس الأخضر | مهاجم  | جوليو تافاريس                     |
| 12    | السعودية     | مدافع  | طاهر وادي (معار من نادي القادسية) |
| 14    | السعودية     | مدافع  | نايف جذمي                         |
| 16    | السعودية     | وسط    | بدر منشي                          |
| 17    | السعودية     | وسط    | حسن الحبيب                        |
| 19    | السعودية     | وسط    | محمد الدوسري                      |
| 20    | السعودية     | مهاجم  | جابر قرادي                        |

| الرقم | البلد    | المركز | اللاعب              |
| ----- | -------- | ------ | ------------------- |
| 21    | السعودية | مدافع  | محمد حميران         |
| 22    | السعودية | حارس   | متعب شراحيلي        |
| 23    | السعودية | حارس   | نواف العتيبي        |
| 24    | السعودية | مدافع  | فهد العبيد          |
| 26    | السعودية | وسط    | مشاري التويجري      |
| 29    | السعودية | وسط    | فهد الدوسري         |
| 33    | السعودية | حارس   | وليد عبد الله       |
| 40    | السعودية | مدافع  | حسن الشمراني        |
| 44    | السعودية | مدافع  | نواف الزعاقي        |
| 77    | السعودية | مهاجم  | سليمان السعيد       |
| 78    | السعودية | مدافع  | خالد عسيري          |
| 80    | السعودية | وسط    | عبد العزيز الشهراني |